# Kočkov
Kočkov je název rybníka, který se nachází na Řežabineckém potoce v katastru obce Ražice v jižních Čechách. Rybník se nachází asi 1 kilometr vzdušnou čarou od centra obce. Má nepravidelný tvar. Hráz je orientována z východu na západ a měří přibližně 151 m. Délka rybníka je 275 m. Na hrázi jsou vzrostlé stromy, v okolí rybníka pastviny dobytka. Rybník je napájen dvěma potoky od jihu. Jeden bezejmenný se stéká z několika ramen od vsi Štětice, druhý nazývaný Řežabinecký teče z východu, kde pramení v lesích pod Zlatou horou. Voda odtéká hrází na sever do rybníka Miska, který je vzdálen asi 610 m. Rybník vznikl před rokem 1885.

## Galerie

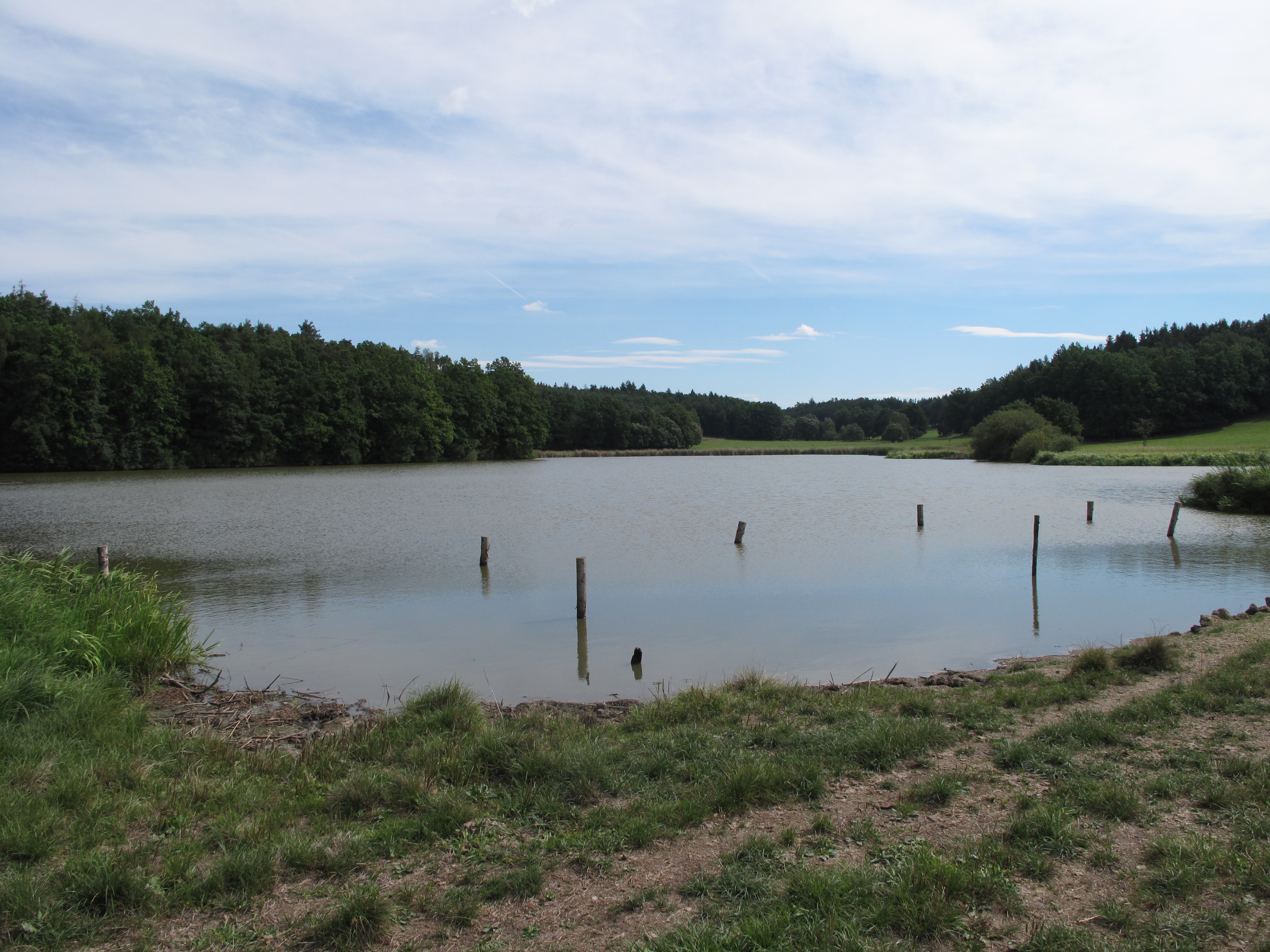
Pohled z pastviny
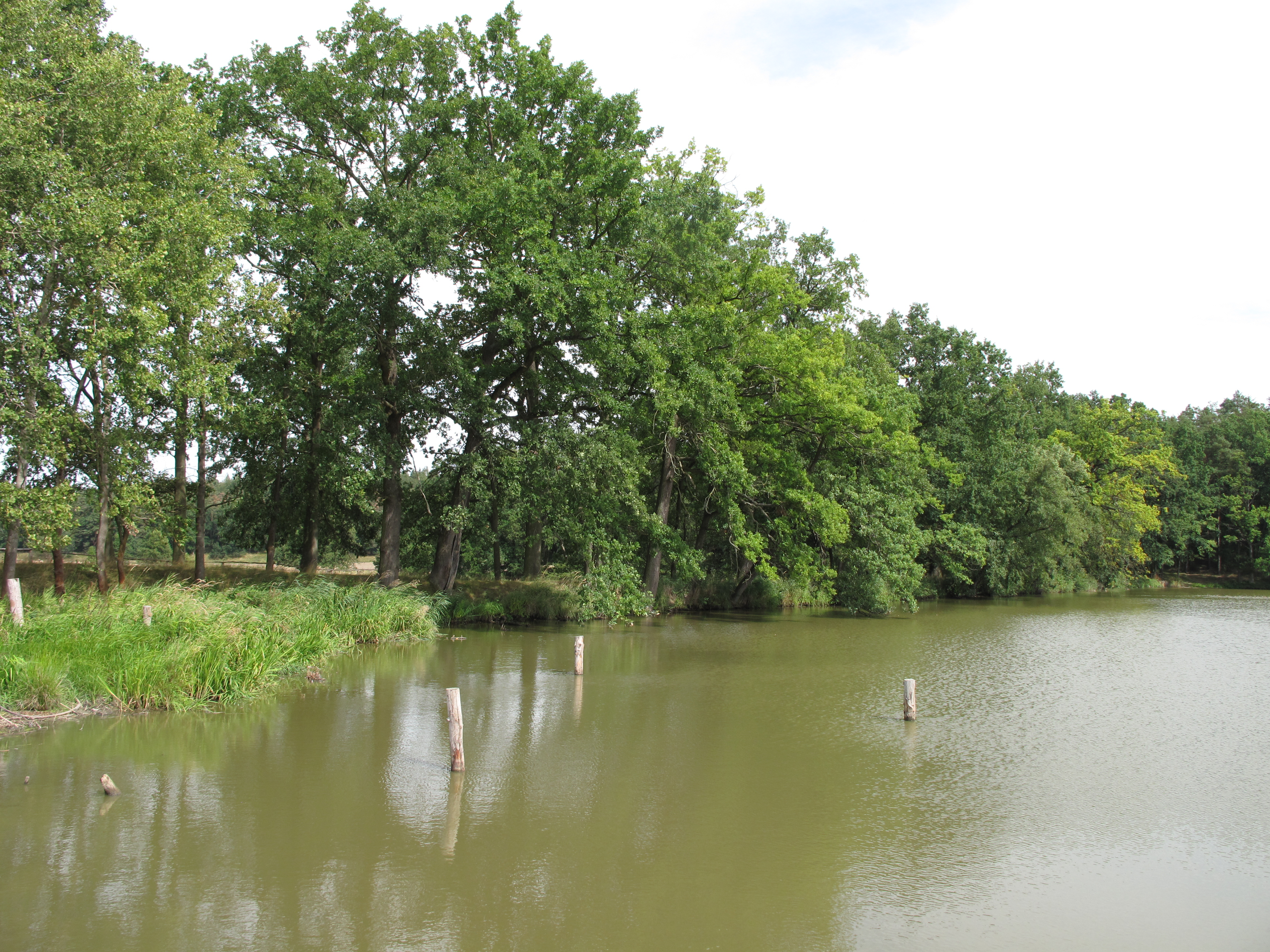
Hráz
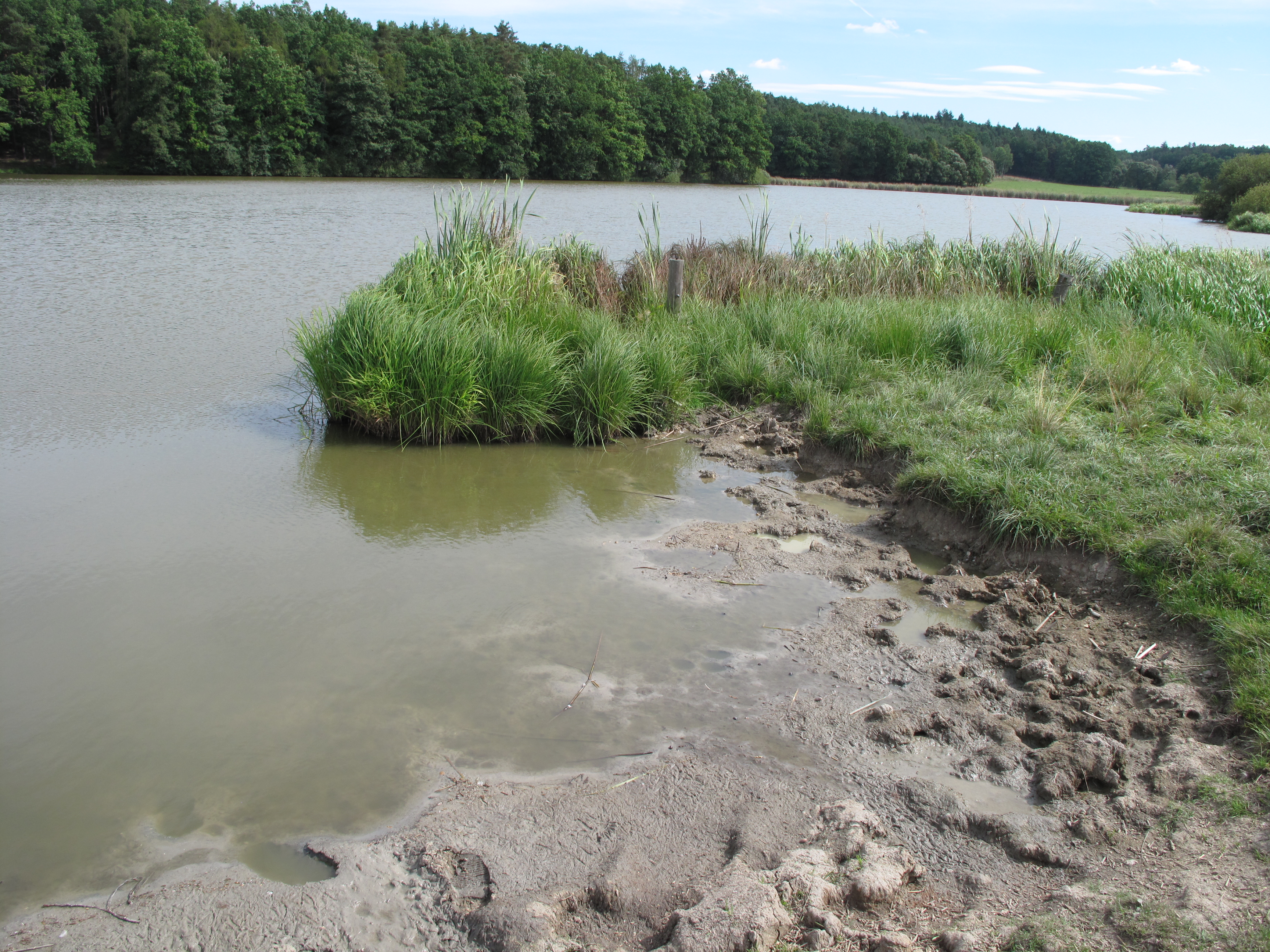
Napajedlo